# Ocean Pointe, Hawaii
Ocean Pointe är en ort (CDP) i Honolulu County, i delstaten Hawaii, USA. Enligt United States Census Bureau har orten en folkmängd på 8 361 invånare (2010) och en landarea på 5,2 km².